# Italobrothers
ItaloBrothers es una banda musical alemana fundada en Nordhorn (Baja Sajonia). La banda está compuesta por tres miembros: el DJ y productor Zacharias Adrian (también conocido como Zac McCrack), el vocalista Matthias Metten y el compositor y productor Kristian Sandberg (también conocido como Christian Müller).

## Estilo musical
El estilo musical de ItaloBrothers (excepto "My Life Is a Party" y "This Is Nightlife") es comparable con bandas dance o artistas, principalmente de Italia, como Bloom 06, Prezioso, Floorfilla, Gigi D'Agostino, Gabry Ponte o algunos lanzamientos de DJ Manian y tiene influencias de Italo Dance, Hands Up y jumpstyle. También fueron comparados con Scooter.
En contraste con esto, el estilo musical de las canciones "Cryin 'In The Rain", "My Life Is a Party" y "This Is Nightlife" están influenciadas principalmente por la música dance comercial europea como house y electro. Este estilo se puede comparar con artistas como R.I.O., lanzamientos de 2010 de Manian & Cascada, y Mike Candys.

## Carrera musical

### 2005-2008: Creación de ItaloBrothers y primeros éxitos
Los tres miembros ya habían colaborado previamente en numerosas ocasiones desde 2003, pero no fue hasta 2005, cuando nació la idea de crear ItaloBrothers. El productor alemán Zacharias Adrian, el vocalista Matthias Metten y el compositor Kristian Sandberg sentían que tenían algo grande entre manos, así que decidieron tomarse su tiempo en el estudio.
Después de poco más de un año de duro trabajo en el estudio, en los que empezaron a definir su estilo, con claras influencias del Italo dance, estilo al cual le deben el nombre, sacaron su primer lanzamiento oficial: el sencillo "The Moon", un tema de Eurodance con influencias Italo dance. En junio de 2006, el tema se incluyó en su primer EP, Zooland Italo EP, con el sello Zooland.
En 2007 comenzaron a ganar popularidad con "Moonlight Shadow", un cover de la canción de Mike Oldfield y una colaboración con el grupo alemán de dance Tune Up!(grupo que después daría lugar a Cascada y R.I.O.)llamado "Colors of the Rainbow", ambas con un notable éxito en gran parte de Europa que les ayudó a conseguir un lucrativo contrato a largo plazo con Zooland, el sello dance independiente con sede en Colonia con el que ya habían sacado un EP, padrino de artistas como Cascada o R.I.O.. Entre 2006 y 2007 hicieron varios remixes para otros artistas, bajo el nombre de "Italobrothers New Voc Rmx". Sus dos singles siguientes, "Counting down the days" y "Where are you now?" les dieron fama internacional y multitud de fanes por toda Europa, así que decidieron dar su primera gira, con la que recorrieron gran parte de Europa.

### 2009-2010: Stamp!, gran éxito en Escandinavia
En el 2009, ItaloBrothers ya estaba con su actual formación oficial (antes el compositor Kristian Sandberg solo colaboraba con ellos de forma ocasional y no oficial), y en noviembre de este año sacaron su segundo cover: el tema escogido fue "So Small", de Carrie Underwood.
El sencillo "Stamp on the ground", lanzado originalmente en septiembre de 2009,(aunque un vídeo oficial de la canción fue colgado en YouTube un par de meses antes, acumulando más de 35 millones de visitas), fue escogido como canción oficial del Russefeiring (fiesta noruega que celebra el fin de curso de los estudiantes noruegos), convirtiéndose inmediatamente en un gran éxito. Después de este evento, el sencillo fue reeditado y llegó al top 10 en Noruega y Dinamarca, y al top 20 en Suecia, además de entrar en las listas de dance de Austria y Suiza. El tema obtuvo la certificación de Oro (15.000 copias vendidas) en Dinamarca.
Aprovechando el tirón de este tema, fue lanzado en diciembre de 2010 el primer álbum de estudio de ItaloBrothers: Stamp!, que contenía todos los sencillos lanzados hasta entonces, y cinco temas nuevos. Uno de estos cinco, el tema "Upside down", fue acusado de plagiar la canción "Ja budu s Taboj", de la cantante rusa Reda. Su discográfica, DaTa Music, pressentó una demanda contra la banda, pero a día de hoy no se sabe cómo terminó el proceso.
Un segundo sencillo del disco llamado "Radio Hardcore" fue lanzado en ese mismo mes, poco después del lanzamiento oficial de Stamp!, consiguiendo buenas posiciones en las listas danesas. Después de esto, sacaron como tercer sencillo "Love is on fire", con notable éxito en distintas listas de Europa; y tras lanzar el correspondiente videoclip, con más de 12 millones de visitas en YouTube, decidieron hacer una gran gira por toda Europa, visitando Alemania, Austria, Estonia, España, Francia, Dinamarca, Suecia, Noruega, Suiza, Reino Unido...

### 2011-2013: Cambio de estilo musical y gran éxito en el centro de Europa

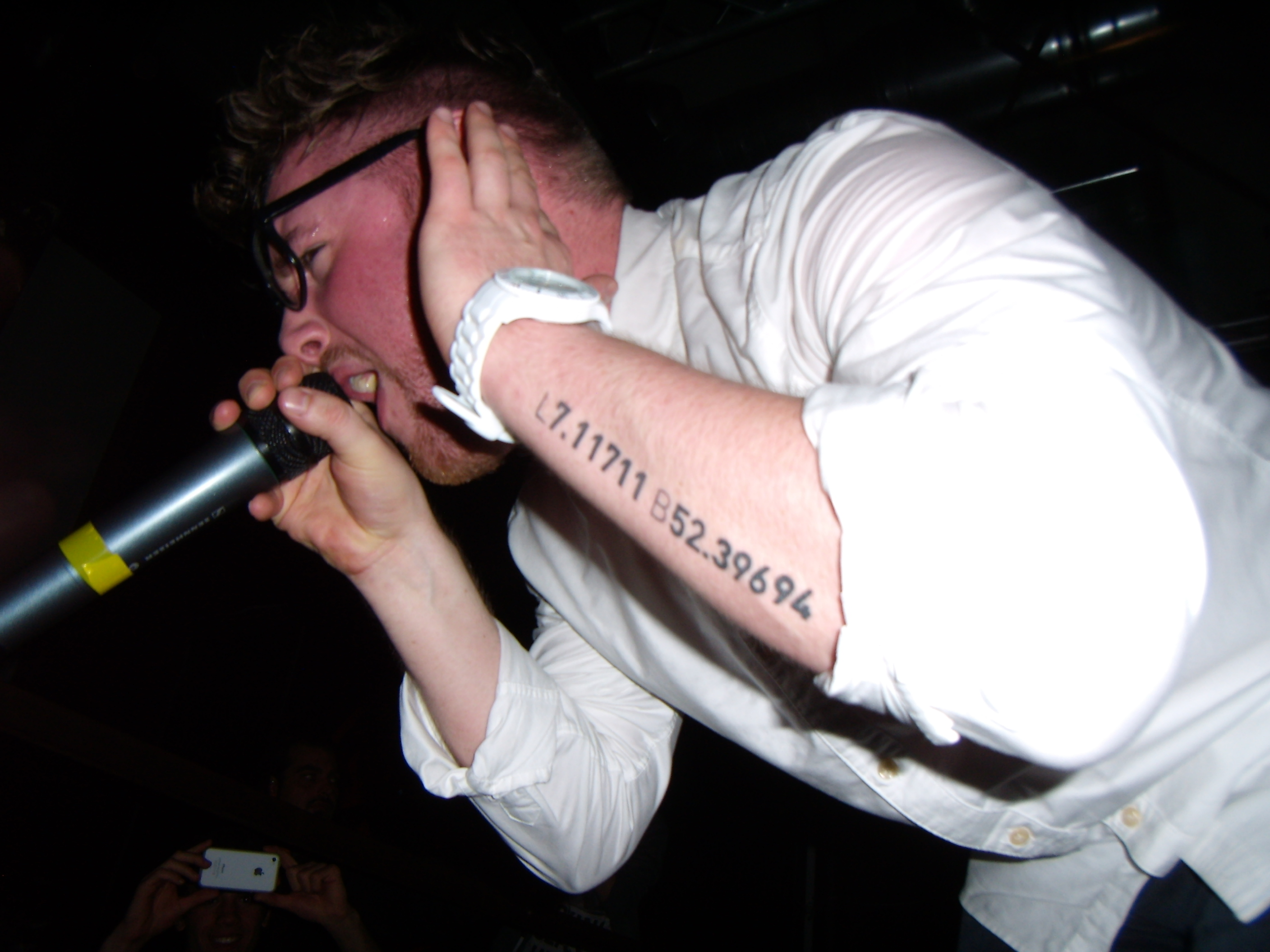
Matthias Metten, vocalista de ItaloBrothers en directo en el Tunnel Club, en Reggio nell'Emilia (Marzo de 2012). El tatuaje de su brazo tiene las coordenadas geográficas de la casa donde ha crecido, cerca de la ciudad alemana de Nordhorn.

En mayo de 2011, fue lanzado su nuevo sencillo: el tema escogido había sido "Criyin' in the rain", un adelanto de su nuevo álbum. Este tema sorprendió bastante, pues en él se percibía un cambio casi radical de su estilo, con elementos house y de balada. Poco después de su lanzamiento, se lanzó un vídeo oficial en YouTube, que obtuvo apenas 3 millones de visitas, pues muchos fanes habían quedado descontentos con el repentino cambio de estilo. En respuesta a esto, la banda aseguró que era simplemente "un experimento". Para su siguiente sencillo, "Boom", contaron con el popular rapero Carlprit, y pocas semanas después se lanzaba un vídeo musical del mismo. Esta canción aún tenía influencias de su antiguo estilo, aunque también incluía partes con fuertes influencias del dubstep.
ItaloBrothers fueron escogidos, por segunda vez, para hacer la canción oficial del Russefeiring, en esta ocasión la canción escogida fue "Pandora 2012", lanzada el 13 de abril de 2012, y obteniendo de nuevo un gran éxito en toda Escandinavia.
El 27 de julio de 2012, la banda lanzó un nuevo sencillo llamado "My Life Is a Party", un cover de "Dragostea din tei", de O-Zone (2004). En la versión para radio, el estilo predominante de la canción es el típico de ItaloBrothers, aunque fue colgado en YouTube un remix de R.I.O. en el canal oficial de Kontor Records, que consiguió un gran número de visitas. La canción entró en el top 20 en Austria, y un éxito moderado en su país natal, Alemania, Suiza y Bélgica; además de entrar en las listas de Francia.
El 13 de marzo de 2013 la banda subió en YouTube el vídeo oficial para el nuevo sencillo de ItaloBrothers: "This is Nightlife", con fragmentos del tema "Ecuador", de Sash! (1997), y dos días después anunciaban oficialmente su lanzamiento como sencillo. Esta canción marcó definitivamente su cambio de estilo, que se orientaba más hacia el remix de R.I.O. de "My Life Is a Party", que a su estilo tradicional empleado también en la versión original del tema, debido a que el remix había tenido muchísimo más éxito que el tema original. Esta canción de nuevo tuvo un éxito considerable en las listas de Alemania y Austria, además de entrar en el top 30 de Suiza, éxito por el cual fueron tan aclamados como criticados, ya que este nuevo estilo estaba fuertemente influenciado por la EDM y el house, y en él apenas se conservaban influencias del italo dance o el euro-trance.
El 19 de abril de 2013 fue publicado su nuevo sencillo "Luminous Intensity", y anunciaron que sería el tema oficial del Russefeiring, producido por ellos por tercer año consecutivo.

## Discografía

### Álbumes
- Stamp! (2011)
- Sleep when we're dead (2015)

### Sencillos
- The Moon[29] (2005)
- Colours of the Rainbow (ft. Tune Up!)[30] (2006)
- Counting Down the Days[31] (2007)
- Stamp on the Ground[32] (2009)
- Love Is On Fire[33] (2010)
- Underwater World[34] (2010)
- Radio Hardcore[35] (2010)
- Cryin' in the Rain[36] (2011)
- Boom (ft Carlprit)[37] (2011)
- Pandora[38] (2012)
- My Life is a Party[39] (2012)
- This is Nightlife[40] (2013)
- Up 'N Away[41] (2014)
- P.O.D.[42] (2014)
- Let's Go (ft. P. Moody) (2014)
- One Heart (ft. Floorfilla ft. P. Moody)[43] (2015)
- Springfield (ft. Martin Tungevaag)[44] (2015)
- Welcome to the Dancefloor[45] (2015)
- Sleep When We're Dead[46] (2015)
- Kings & Queens[47] (2015)
- Generation Party[48] (2016)
- Summer Air[49] (2016)
- Hasselhoff 2017[50] (2017)
- Fiction Squad[51] (2017)
- Sorry[52] (2017)
- Looking Back Someday[53] (2018)
- Inside Out[54] (2018)
- Till You Drop[55] (2018)
- Games[56] (2019)
- Ocean Breeze[57] (2019)

| Año  | Título                                  | Posiciones más altas en listas | Posiciones más altas en listas | Posiciones más altas en listas | Posiciones más altas en listas | Posiciones más altas en listas | Posiciones más altas en listas | Posiciones más altas en listas | Posiciones más altas en listas | Posiciones más altas en listas | Álbum                    |
| Año  | Título                                  | AUT                            | BEL (Wa)                       | DEN                            | FIN                            | GER                            | FRA                            | NOR                            | SWE                            | SWI                            | Álbum                    |
| ---- | --------------------------------------- | ------------------------------ | ------------------------------ | ------------------------------ | ------------------------------ | ------------------------------ | ------------------------------ | ------------------------------ | ------------------------------ | ------------------------------ | ------------------------ |
| 2006 | "The Moon"                              | —                              | —                              | —                              | —                              | —                              | —                              | —                              | —                              | —                              | Stamp!                   |
| 2007 | "Colours of the Rainbow" (ft. Tune Up!) | —                              | —                              | —                              | —                              | —                              | —                              | —                              | —                              | —                              | Stamp!                   |
| 2007 | "Moonlight Shadow"                      | —                              | —                              | —                              | —                              | —                              | —                              | —                              | —                              | —                              | Stamp!                   |
| 2007 | "Counting Down the Days"                | —                              | —                              | —                              | —                              | —                              | —                              | —                              | —                              | —                              | Stamp!                   |
| 2008 | "Where Are You Now?"                    | —                              | —                              | —                              | —                              | —                              | —                              | —                              | —                              | —                              | Stamp!                   |
| 2009 | "Stamp on the Ground"                   | —                              | —                              | 14                             | —                              | —                              | —                              | 11                             | 53                             | —                              | Stamp!                   |
| 2009 | "So Small"                              | —                              | —                              | —                              | —                              | —                              | —                              | —                              | —                              | —                              | Stamp!                   |
| 2010 | "Love Is On Fire"                       | —                              | —                              | —                              | —                              | —                              | —                              | —                              | —                              | —                              | Stamp!                   |
| 2010 | "Radio Hardcore"                        | —                              | —                              | 29                             | —                              | —                              | —                              | —                              | —                              | —                              | Stamp!                   |
| 2011 | "Cryin' in the Rain"                    | —                              | —                              | —                              | —                              | —                              | —                              | —                              | —                              | —                              | Sencillos independientes |
| 2011 | "Boom" (featuring Carlprit)             | —                              | —                              | —                              | —                              | —                              | —                              | —                              | —                              | —                              | Sencillos independientes |
| 2012 | "Pandora 2012"                          | —                              | —                              | —                              | —                              | —                              | —                              | —                              | —                              | —                              | Sencillos independientes |
| 2012 | "My Life Is a Party"                    | 18                             | 84                             | —                              | —                              | 43                             | 103                            | —                              | —                              | 62                             | Sencillos independientes |
| 2013 | "This Is Nightlife"                     | 26                             | 25                             | 32                             | 16                             | 41                             | 24                             | —                              | —                              | 22                             | Sencillos independientes |
| 2013 | "Luminous Intensity"                    | —                              | —                              | —                              | —                              | —                              | —                              | —                              | —                              | —                              | Sencillos independientes |
| 2014 | "Up n'away"                             | —                              | —                              | —                              | —                              | —                              | —                              | —                              | —                              | —                              |                          |
| 2014 | "P.O.D"                                 | —                              | —                              | —                              | —                              | —                              | —                              | —                              | —                              | —                              |                          |
| 2015 | "One heart"                             | —                              | —                              | —                              | —                              | —                              | —                              | —                              | —                              | —                              |                          |

### EP
- Zooland Italo EP[83] (2006)
- Counting down the days[84] (2007)

### Remezclas
- Cascada - Ready For Love (ItaloBrothers New Voc Rmx/ 2006)
- Cerla Vs. DJ Manian - Jump (ItaloBrothers New Voc Rmx/ 2006)
- Floorfilla - Italodancer (ItaloBrothers New Voc Rmx/ 2007)
- DJ Manian - Turn The Tide (ItaloBrothers New Voc Rmx/ 2007)
- Dan Winter & Mayth - Dare Me (ItaloBrothers New Voc Rmx/ 2007)
- DJ Manian Feat. Aila - Heaven (ItaloBrothers New Voc Rmx/ 2007)